# 銳齒巨喉盤魚
銳齒巨喉盤魚（學名：Chorisochismus dentex）為輻鰭魚綱喉盤魚目喉盤魚科的其中一種，2009年，Matthew T. Craig 和 John E. Randall從唯一已知標本中對其進行了描述，分布於東南大西洋區，從納米比亞至南非海域，本魚體延長，頭寬，尾部逐漸變細，眼大，體色多變，但通常呈現綠色或紅色斑駁，背鰭軟條7-9枚、臀鰭軟條6-7枚，體長可達30公分，屬底棲性魚類，棲息在岩石底質潮間帶，肉食性，以海膽及貝類為食。

## 外部連結
巨喉盤魚的圖片 （页面存档备份，存于）

## 擴展閱讀
維基物種上的相關：巨喉盤魚